# Beihania hyatti
Beihania hyatti là một loài bướm đêm trong họ Noctuidae.